# Édouard Asselin
Édouard Asselin, né le 15 mars 1892 à Sainte-Élisabeth et mort le 1er novembre 1975 à Montréal, est un avocat et homme politique québécois.
Il est procureur général adjoint de 1936 à 1939 et conseiller législatif pour l'Union nationale dans Wellington de 1946 à 1968. Il est bâtonnier du Québec de 1950 à 1951.
Ses neveux Edmund Tobin Asselin et Patrick Tobin Asselin ont été députés à la Chambre des communes.